# Герасимов, Евгений Васильевич
Евгений Васильевич Герасимов (22 июня 1939, Ульяновск, РСФСР, СССР — 8 июля 2011, Москва, Российская Федерация) — советский игрок в хоккей с мячом и тренер. Мастер спорта СССР (1961). Заслуженный мастер спорта СССР.

## Биография
Выступал в качестве полузащитника за следующие клубы:
- 1957—1959 гг. — Динамо (Ульяновск),
- 1959—1963 гг. — СКА (Хабаровск),
- 1963—1980 гг. — «Динамо» (Москва).

Восьмикратный чемпион мира по хоккею с мячом (1963, 1965, 1967, 1969, 1971, 1973, 1975, 1977), 3-кратный обладатель Кубка европейских чемпионов. Участник 19 чемпионатов СССР, девятикратный чемпион страны.
Включался в список 22 лучших игроков сезона — 1962, 1963, 1964, 1968, 1969, 1970, 1971, 1972, 1973, 1974, 1975, 1976.
Признавался лучшим защитником сезона — 1970, 1973, 1974.
В 1969 г. в составе команды «Динамо» Москва стал чемпионом СССР по хоккею на траве. Капитан сборной СССР по хоккею на траве в 1970 г.
В 1980-е гг. работал тренером женской команды по хоккею на траве «Спартак» (Москва), многие игроки которой в составе сборной СССР стали бронзовыми призерами Олимпиады 1980 года.

## Награды
- медаль «За трудовую доблесть» (30.05.1969)
- медаль Международной федерации бэнди «За выдающиеся заслуги в развитии хоккея с мячом» (1969)